# Sydney Bromley

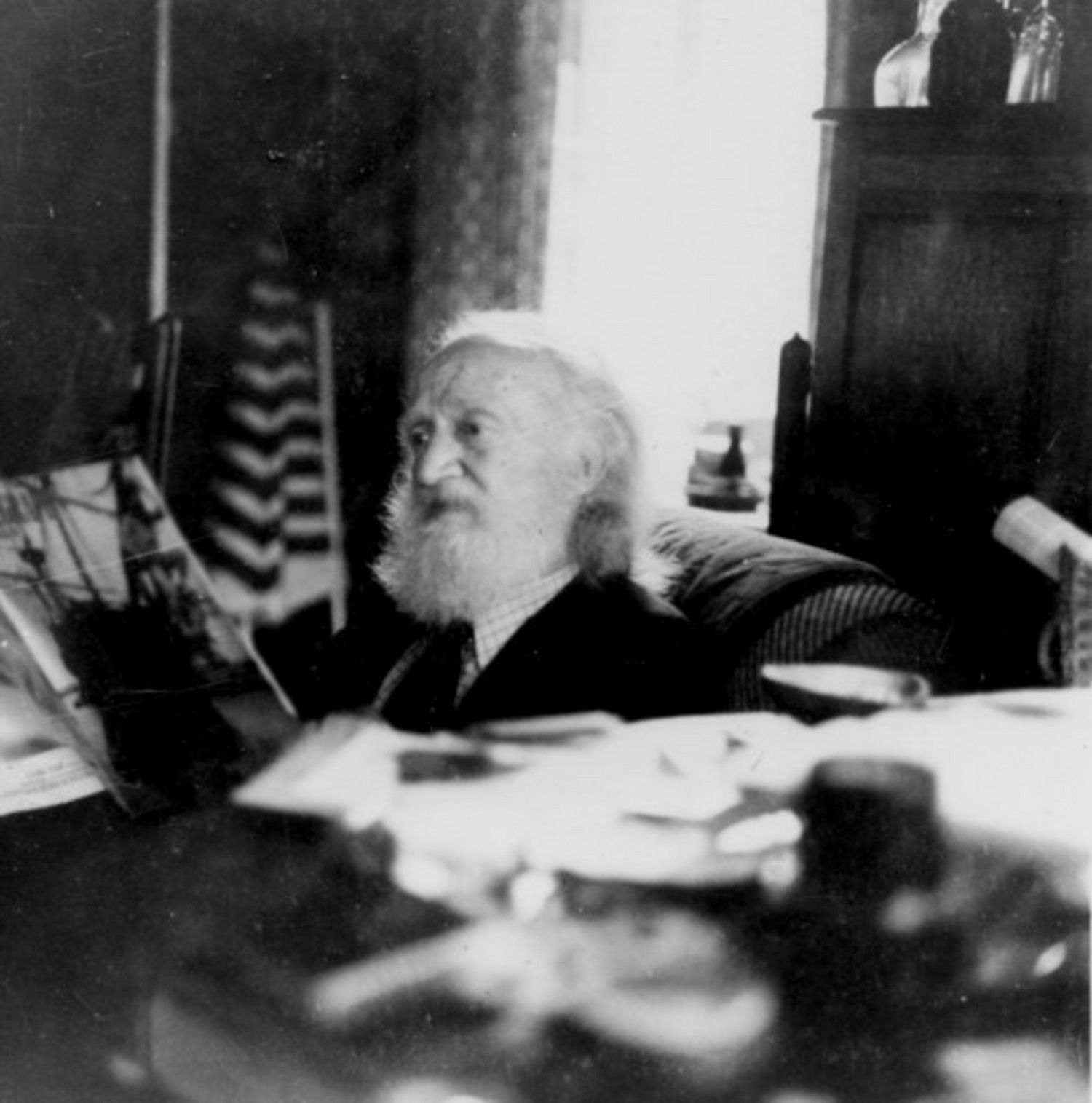
Sydney Bromley (1985)

Sydney Bromley (* 24. Juli 1909 in London; † 14. August 1987 in Worthing, Sussex) war ein britischer Schauspieler.
Bromleys Schauspiellaufbahn umfasst mehr als sechzig Filme und Fernsehproduktionen zwischen 1944 und 1987, wobei der vollbärtige Charakterdarsteller ab den 1960er Jahren meist als weiser Exzentriker und bukolischer, zahnloser Alter besetzt wurde. Zu seinen in Deutschland bekanntesten Filmrollen zählen der Schlittenfahrer in Roman Polańskis Horrorkomödie Tanz der Vampire (1967) sowie der Enguywook in Wolfgang Petersens Fantasy-Literaturverfilmung Die unendliche Geschichte (1984). Am Theater trat er in Stücken wie Ein Sommernachtstraum und Was ihr wollt im Open Air Theatre in London auf. Er war ebenfalls Mitglied der Royal Shakespeare Company.

## Filmografie (Auswahl)
- 1945: Begegnung (Brief Encounter)
- 1948: A Date with a Dream
- 1957: Die heilige Johanna (Saint Joan)
- 1959: Das schwarze Museum (Horrors of the Black Museum)
- 1962: Die Bande des Captain Clegg (Captain Clegg)
- 1964: Ach, du lieber Vater (Father Came Too!)
- 1964–1965: Fire Crackers (Fernsehserie, 13 Folgen)
- 1965: Das Grauen auf Schloß Witley (Die, Monster, Die!)
- 1965: Ist ja irre – der dreiste Cowboy (Carry On Cowboy)
- 1967: Der Sklave der Amazonen (Slave Girls)
- 1967: Brennender Tod (Night of the Big Heat)
- 1967: Tanz der Vampire (Dance of the Vampires)
- 1967: Smashing Time
- 1971: Macbeth (The Tragedy of Macbeth)
- 1973: Bitte keinen Sex, wir sind Briten (No Sex Please, We're British)
- 1974: The Pallisers (Fernseh-Miniserie, 3 Folgen)
- 1974: Frankensteins Höllenmonster (Frankenstein and the Monster from Hell)
- 1977: Der Prinz und der Bettler (The Prince and the Pauper)
- 1977: Abenteuer auf Schloß Candleshoe (Candleshoe)
- 1981: Der Drachentöter (Dragonslayer)
- 1981: American Werewolf
- 1984: Die unendliche Geschichte
- 1986: Piraten (Pirates)
- 1987: Crystalstone